# Alois Stöger (Bischof)
Alois Stöger (* 12. April 1904 in Kautzen in Niederösterreich; † 12. Dezember 1999 in Hainstetten) war ein österreichischer Geistlicher,  Weihbischof in St. Pölten und Bibelwissenschaftler. 

## Leben und Wirken
Alois Stöger maturierte 1925 am Stiftsgymnasium Seitenstetten und studierte anschließend an der Philosophisch-theologischen Hochschule in St. Pölten. 1930 wurde er zum Priester geweiht und war anschließend zwei Jahre Kaplan in Groß Gerungs. Von 1932 bis 1935 studierte er in Rom Philosophie und Bibelwissenschaften und war anschließend bis 1938 Domkurat in St. Pölten, von 1938 bis 1959 Spiritual des Priesterseminars und ab 1959 Domkapitular. 1939 erfolgte die Promotion in Wien zum Doktor der Theologie und von 1942 bis 1961 lehrte er neutestamentliche Bibelwissenschaften an der Philosophisch-theologischen Hochschule in St. Pölten. Von 1961 bis 1967 war er Rektor des Collegio Teutonico di Santa Maria dell’Anima in Rom.
Am 3. Juli 1967 wurde Stöger von Papst Paul VI. zum Weihbischof der Diözese St. Pölten und zum Titularbischof von Aptuca ernannt. Die Bischofsweihe spendete ihm am 15. August desselben Jahres der Bischof von St. Pölten, Franz Žak. Mitkonsekratoren waren Bischof Rudolf Graber von Regensburg und Weihbischof Jakob Weinbacher aus Wien.
Altersbedingt trat er 1986 von seinem Amt als Weihbischof zurück.

## Würdigung
In St. Pölten wurde die Dr.Alois Stöger-Gasse ⊙ nach ihm benannt.